# Oxydia
Oxydia là một chi bướm đêm thuộc họ Geometridae.